# Maria Ludwika Habsburg-Este
Maria Ludwika Beatrix Habsburg-Este, niem. Maria Ludovika Beatrix von Österreich-Este (ur. 14 grudnia 1787 w Monzy, zm. 7 kwietnia 1816 w Weronie) – cesarzowa Austrii.

## Życiorys
Była najmłodszą córką arcyksięcia Ferdynanda Habsburga (1754–1806) i jego żony, Marii Beatrycze d’Este (1750–1829), jedynej córki i dziedziczki Ercole III d'Este. Maria Ludwika należała do rodu Austria-Este, odgałęzienia domu Habsburgów Lotaryńskich.
6 stycznia 1808 wyszła za mąż za owdowiałego Franciszka II, cesarza Austrii, króla Węgier i Czech. Para nie doczekała się potomstwa. Maria Ludwika była wrogiem cesarza Napoleona Bonaparte i znajdowała się w opozycji do austriackiego ministra spraw zagranicznych – księcia Metternicha, który jej prywatną korespondencję do krewnych pokazywał jej mężowi. Kiedy Napoleon został pokonany w 1815, Maria Ludwika udała się z podróż do swoich stron rodzinnych w północnych Włoszech, ale zmarła w drodze na gruźlicę, w wieku zaledwie 28 lat. Została pochowana w Krypcie Cesarskiej w Wiedniu.